# Anasztásziosz Bakaszétasz
Anasztásziosz Bakaszétasz (görög betűkkel: Αναστάσιος Μπακασέτας; Korinthosz, 1993. június 28. –) görög válogatott labdarúgó, a görög Panathinaikos játékosa. Posztját tekintve középpályás.

## Pályafutása

### Klubcsapatokban
Bakaszétasz két évet szerepelt az Asztérasz ifjúsági csapatában, majd 2010-ben került fel az első csapatba. 2011 januárjában kölcsönbe a Thraszívulosz Filísz csapatához szerződött. 2013 decemberében ismét kölcsönadták, ezúttal az Árisz csapatához. 2015-ben a Panióniosz igazolta le, kétéves szerződést kötött. 2015. október 17-én két gólt szerzett Kalonísz elleni bajnokin. 2016. június 8-án a görög AÉK együtteséhez szerződött. 2019. június 14-én először igazolt külföldi csapathoz, a török Alanyasporhoz. 2021-ben a Trabzonspor igazolta le. 2022. november 3-án gólt szerzett a Ferencváros elleni Európa-liga-csoportmérkőzésen.

### A válogatottban
Korosztályos szinten szerepelt a görög válogatottban. A 2011-es U19-es labdarúgó-Európa-bajnokságon ezüstérmet szerzett a csapattal.
2016. május 19-én behívót kapott a felnőtt válogatottba az Ausztrália elleni barátságos mérkőzésekre, majd június 4-én mutatkozhatott be.

## Sikerei, díjai

### Klubcsapatokban
Asztérasz Trípolisz
- Görög kupa ezüstérmes: 2012–13

 AÉK
- Görög bajnok: 2017–18
- Görög kupa ezüstérmes: 2016–17, 2017–18, 2018–19

 Alanyaspor
- Török kupa ezüstérmes: 2019–20

 Trabzonspor
- Török bajnok: 2021–22
- Török szuperkupa: 2022

### A válogatottban
Görögország U19
- 2011-es U19-es labdarúgó-Európa-bajnokság ezüstérmes: 2012

### Egyéni
- Az év csapatának tagja a görög bajnokságban: 2015–16[9]
- A legjobb külföldön játszó görög játékos: 2019–20, 2021–22[10]
- Az év csapatának tagja a török bajnokságban: 2022–23[11]